# Agrostis taylorii
Agrostis taylorii är en gräsart som beskrevs av Charles Edward Hubbard. Agrostis taylorii ingår i släktet ven, och familjen gräs. Inga underarter finns listade i Catalogue of Life.